# 定边路站
定边路站位于中华人民共和国上海市嘉定区真新街道定边路与铜川路交叉口，是上海地铁14号线的地铁车站。
2022年3月23日至31日，为配合新型冠状病毒疫情防控，车站改以本站为临时终点站。

## 早期规划
14号线早期规划中，本站名为“曹安公路站”，位置在今址西侧的上海市江桥批发市场内，但市商务委认为江桥市场对于蔬菜保供不可或缺，否决了这一方案，站址不得已向东调整至现址；作为代价，车站上方已部分建成的东方汽配城被拆除。

## 车站结构

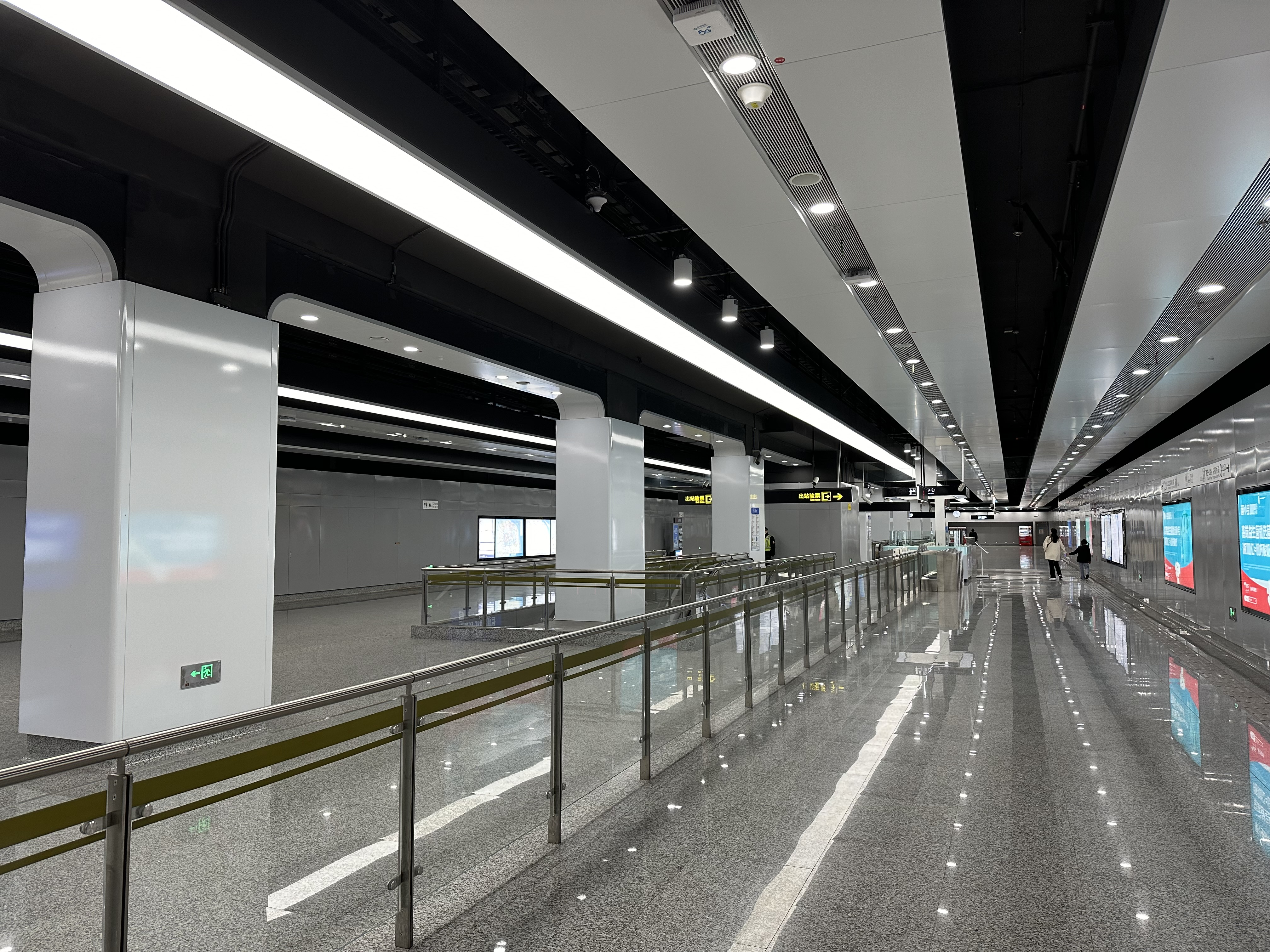
站厅

### 车站楼层
定边路站共有3层。地面为车站出口，地下一层为车站大厅，地下二层为14号线站台。
| 地面层   | 出入口             | 1-3出入口                        |  |  |
| 地下一层 | 站厅               | 票务服务、自动售票机、人工服务台 |  |  |
| 地下二层 | ①站台              | █ 14号线 往封浜（嘉怡路）        |  |  |
|          | 岛式站台，左侧开门 |                                  |  |  |
|          | ②站台              | █ 14号线 往桂桥路（真新新村）    |  |  |

## 车站出口
定边路站共有3个出入口，各出入口如下所示：
| 出口编号            | 出口指示           | 照片 |
| ------------------- | ------------------ | ---- |
| 1 · 出口 · （设有） | 定边路，铜川路     |      |
| 2 · 出口            | 定边路，铜川路     |      |
| 3 · 出口 · （设有） | 曹安公路，东栅桥路 |      |
| 图例： 设有         |                    |      |